# Den stora dagen (album av Mats Bergmans)
Den stora dagen är ett studioalbum från 2006 av det svenska dansbandet Mats Bergmans.  Det placerade sig som högst på åttonde plats på den svenska albumlistan.
Albumet fick en guldskiva för över 30 000 sålda exemplar. Det släpptes innan gränsen för guld sänktes till 20 000, som gäller i dag (2009), och "Den stora dagen" belönades för resultat efter den tidigare nivån. 
Albumet innehåller både nyskriven musik och covers, och innehåller bland annat hitlåten "Kan du hålla dom orden", som i oktober 2006 gick in på Svensktoppen.
Sveriges Radio ville trots albumframgångarna inte spela musiken, då bokaren Hermansson hotade med Europadomstolen, vilket hjälpte .

## Låtlista
1. Jag vill andas samma luft som du (cover på Pierre Isacsson)
2. Kan du hålla dom orden
3. Den stora dagen (cover på Vikingarna)
4. Tack och hej
5. Ain't that a Shame
6. Jag har inte tid (cover på Sten & Stanley)
7. Leker med elden
8. Lilla fågel
9. Finders, Keepers, Loosers, Weepers
10. Är du min älskling än (cover på Janne Önnerud)
11. Det borde vara jag
12. När jag vaknar
13. Let Me Be There (cover på John Rostill)
14. Ge mig tid

## Listplaceringar
| Lista (2006) | Topplacering |
| ------------ | ------------ |
| Sverige      | 8            |

### Fotnoter
1. ↑  ”Dansbandsbloggen”. Arkiverad från originalet den 20 augusti 2010. https://web.archive.org/web/20100820005700/http://www.dansbandsbloggen.se/2006/08/mats-bergmans-tolkar.html. Läst 23 april 2011.
2. ↑  ”Svensk mediedatabas”. http://smdb.kb.se/catalog/id/002044137. Läst 23 april 2011.
3. ↑  ”Dansbandsbloggen”. 30 november 2007. Arkiverad från originalet den 18 augusti 2010. https://web.archive.org/web/20100818100808/http://www.dansbandsbloggen.se/2007/11/mats-bergmans-blir-rets-julklapp.html. Läst 23 april 2011.
4. ↑  Livets band, Leif Eriksson och Martin Bogren, Prisma 2008, sidan 172 - En ny väg in på listan
5. ↑  ”Listplacering”. Arkiverad från originalet den 23 april 2011. https://web.archive.org/web/20110423010101/http://www.hitparad.se/showitem.asp?interpret=Mats+Bergmans&titel=Den+stora+dagen&cat=a. Läst 23 april 2011.